# Élections cantonales de 1992 dans l'Aude
Les élections cantonales ont eu lieu les 22 et 29 mars 1992.
Lors de ces élections, 17 des 35 cantons de l'Aude ont été renouvelés. Elles ont vu la reconduction de la majorité socialiste dirigée par Raymond Courrière, président du conseil général depuis 1987.

## Résultats à l’échelle du département
Répartition départementale des résultats (2e tour).
- PCF (9,74 %)
- PS (48,75 %)
- RPR (11,55 %)
- DVD (29,96 %)

| Étiquette      | Étiquette                          | Premier tour | Premier tour | Second tour | Second tour | Sièges |
| Étiquette      | Étiquette                          | Voix         | %            | Voix        | %           | Sièges |
| -------------- | ---------------------------------- | ------------ | ------------ | ----------- | ----------- | ------ |
|                | Parti socialiste                   | 24 183       | 35,95        | 25 405      | 48,75       | 10     |
|                | Parti communiste français          | 9 642        | 14,33        | 5 078       | 9,74        | 1      |
|                | Majorité présidentielle            | 1 123        | 1,67         |             |             |        |
| Gauche         | Gauche                             | 34 948       | 51,95        | 30 483      | 58,49       | 11     |
|                |                                    |              |              |             |             |        |
|                | Divers droite                      | 12 637       | 18,78        | 15 613      | 29,96       | 5      |
|                | Front national                     | 6 307        | 9,37         |             |             |        |
|                | Rassemblement pour la République   | 5 789        | 8,60         | 6 018       | 11,55       | 1      |
|                | Union pour la démocratie française | 1 350        | 2,01         |             |             |        |
| Droite         | Droite                             | 26 083       | 38,76        | 21 631      | 41,51       | 6      |
|                |                                    |              |              |             |             |        |
|                | Les Verts                          | 6 199        | 9,21         |             |             |        |
|                | Génération écologie                | 45           | 0,07         |             |             |        |
| Écologistes    | Écologistes                        | 6 244        | 9,28         |             |             |        |
|                |                                    |              |              |             |             |        |
| Inscrits       | Inscrits                           | 94 388       | 100,00       | 80 229      | 100,00      |        |
| Abstention     | Abstention                         | 22 674       | 24,02        | 22 970      | 28,63       |        |
| Votants        | Votants                            | 71 714       | 75,98        | 57 259      | 71,37       |        |
| Blancs et nuls | Blancs et nuls                     | 4 439        | 6,19         | 5 145       | 8,99        |        |
| Exprimés       | Exprimés                           | 67 275       | 93,81        | 52 114      | 91,01       |        |

## Résultats par canton

### Canton d'Alaigne
| Candidats      | Candidats          | Étiquette      | Premier tour | Premier tour | Second tour | Second tour |
| Candidats      | Candidats          | Étiquette      | Voix         | %            | Voix        | %           |
| -------------- | ------------------ | -------------- | ------------ | ------------ | ----------- | ----------- |
|                | Charles Ferriol*   | PS             | 1 175        | 42,28        | 1 349       | 48,54       |
|                | Marc Joncker       | DVD            | 958          | 34,47        | 1 430       | 51,46       |
|                | Monique Causse     | Verts          | 281          | 10,11        |             |             |
|                | Guerino Ballestrin | PCF            | 191          | 6,87         |             |             |
|                | Jean-Louis Jimenez | FN             | 174          | 6,26         |             |             |
|                |                    |                |              |              |             |             |
| Inscrits       | Inscrits           | Inscrits       | 3 723        | 100,00       | 3 723       | 100,00      |
| Abstention     | Abstention         | Abstention     | 804          | 21,60        | 833         | 22,37       |
| Votants        | Votants            | Votants        | 2 919        | 78,40        | 2 890       | 77,63       |
| Blancs et nuls | Blancs et nuls     | Blancs et nuls | 140          | 4,80         | 111         | 3,84        |
| Exprimés       | Exprimés           | Exprimés       | 2 779        | 95,20        | 2 779       | 96,16       |

*sortant

### Canton d'Alzonne
| Candidats      | Candidats           | Étiquette      | Premier tour | Premier tour | Second tour | Second tour |
| Candidats      | Candidats           | Étiquette      | Voix         | %            | Voix        | %           |
| -------------- | ------------------- | -------------- | ------------ | ------------ | ----------- | ----------- |
|                | Raymond Courrière*  | PS             | 1 438        | 37,04        | 1 943       | 50,59       |
|                | Jean Diviez         | DVD            | 691          | 17,80        | 1 898       | 49,41       |
|                | Éric Martin         | DVD            | 585          | 15,07        | Retrait     | Retrait     |
|                | Bernard Martin      | Verts          | 503          | 12,96        |             |             |
|                | Henri Escortell     | FN             | 356          | 9,17         |             |             |
|                | Victorine Bonnafous | PCF            | 309          | 7,96         |             |             |
|                |                     |                |              |              |             |             |
| Inscrits       | Inscrits            | Inscrits       | 5 254        | 100,00       | 5 252       | 100,00      |
| Abstention     | Abstention          | Abstention     | 1 117        | 21,26        | 1 104       | 21,02       |
| Votants        | Votants             | Votants        | 4 137        | 78,74        | 4 148       | 78,98       |
| Blancs et nuls | Blancs et nuls      | Blancs et nuls | 255          | 6,16         | 307         | 7,40        |
| Exprimés       | Exprimés            | Exprimés       | 3 882        | 93,84        | 3 841       | 92,60       |

*sortant

### Canton d'Axat
| Candidats      | Candidats           | Étiquette      | Premier tour | Premier tour |
| Candidats      | Candidats           | Étiquette      | Voix         | %            |
| -------------- | ------------------- | -------------- | ------------ | ------------ |
|                | Marcel Martinez     | PS             | 704          | 55,74        |
|                | Andrée Cairat       | DVD            | 326          | 25,81        |
|                | Gerard Petit        | PCF            | 105          | 8,31         |
|                | Louis Breton        | FN             | 55           | 4,35         |
|                | Philippe Weibel     | GE             | 45           | 3,56         |
|                | Jean-Pierre Cordier | Verts          | 28           | 2,22         |
|                |                     |                |              |              |
| Inscrits       | Inscrits            | Inscrits       | 1 806        | 100,00       |
| Abstention     | Abstention          | Abstention     | 482          | 26,69        |
| Votants        | Votants             | Votants        | 1 324        | 73,31        |
| Blancs et nuls | Blancs et nuls      | Blancs et nuls | 61           | 4,61         |
| Exprimés       | Exprimés            | Exprimés       | 1 263        | 95,39        |

### Canton de Belpech
| Candidats      | Candidats        | Étiquette      | Premier tour | Premier tour |
| Candidats      | Candidats        | Étiquette      | Voix         | %            |
| -------------- | ---------------- | -------------- | ------------ | ------------ |
|                | Julien Mario*    | RPR            | 864          | 65,95        |
|                | Monique Sarradet | PS             | 188          | 14,35        |
|                | Raymond Auge     | Verts          | 108          | 8,24         |
|                | Raoul Roussac    | FN             | 77           | 5,88         |
|                | Daniel Langlais  | PCF            | 73           | 5,57         |
|                |                  |                |              |              |
| Inscrits       | Inscrits         | Inscrits       | 1 735        | 100,00       |
| Abstention     | Abstention       | Abstention     | 349          | 20,12        |
| Votants        | Votants          | Votants        | 1 386        | 79,88        |
| Blancs et nuls | Blancs et nuls   | Blancs et nuls | 76           | 5,48         |
| Exprimés       | Exprimés         | Exprimés       | 1 310        | 94,52        |

*sortant

### Canton de Carcassonne-1
| Candidats      | Candidats       | Étiquette      | Premier tour | Premier tour | Second tour | Second tour |
| Candidats      | Candidats       | Étiquette      | Voix         | %            | Voix        | %           |
| -------------- | --------------- | -------------- | ------------ | ------------ | ----------- | ----------- |
|                | Marc Teulie     | DVD            | 2 232        | 30,85        | 3 265       | 51,52       |
|                | Marc Deblonde*  | PS             | 2 141        | 29,59        | 3 072       | 48,48       |
|                | Régis Trilles   | PCF            | 964          | 13,32        |             |             |
|                | Alain Raynaud   | FN             | 825          | 11,40        |             |             |
|                | Charles Feurich | Verts          | 716          | 9,89         |             |             |
|                | Gérard Assens   | DVD            | 358          | 4,95         |             |             |
|                |                 |                |              |              |             |             |
| Inscrits       | Inscrits        | Inscrits       | 10 707       | 100,00       | 10 708      | 100,00      |
| Abstention     | Abstention      | Abstention     | 2 947        | 27,52        | 3 638       | 33,97       |
| Votants        | Votants         | Votants        | 7 760        | 72,48        | 7 070       | 66,03       |
| Blancs et nuls | Blancs et nuls  | Blancs et nuls | 524          | 6,75         | 733         | 10,37       |
| Exprimés       | Exprimés        | Exprimés       | 7 236        | 93,25        | 6 337       | 89,63       |

*sortant

### Canton de Castelnaudary-Nord
| Candidats      | Candidats            | Étiquette      | Premier tour | Premier tour | Second tour | Second tour |
| Candidats      | Candidats            | Étiquette      | Voix         | %            | Voix        | %           |
| -------------- | -------------------- | -------------- | ------------ | ------------ | ----------- | ----------- |
|                | Bernard Embry        | RPR            | 1 531        | 32,57        | 2 138       | 46,86       |
|                | Alain Bauda          | PS             | 1 518        | 32,30        | 2 425       | 53,14       |
|                | Francis Cung         | PS             | 532          | 11,32        |             |             |
|                | Sabine de Pompignan  | FN             | 391          | 8,32         |             |             |
|                | Henri Puig           | Verts          | 348          | 7,40         |             |             |
|                | Jean-Claude Castillo | PCF            | 260          | 5,53         |             |             |
|                | Georges Delmaire     | DVD            | 120          | 2,55         |             |             |
|                | Marcel Homps         | DVD            | 0            | 0,00         |             |             |
|                |                      |                |              |              |             |             |
| Inscrits       | Inscrits             | Inscrits       | 6 450        | 100,00       | 6 450       | 100,00      |
| Abstention     | Abstention           | Abstention     | 1 457        | 22,59        | 1 555       | 24,11       |
| Votants        | Votants              | Votants        | 4 993        | 77,41        | 4 895       | 75,89       |
| Blancs et nuls | Blancs et nuls       | Blancs et nuls | 293          | 5,87         | 332         | 6,78        |
| Exprimés       | Exprimés             | Exprimés       | 4 700        | 94,13        | 4 563       | 93,22       |

### Canton de Chalabre
| Candidats      | Candidats           | Étiquette      | Premier tour | Premier tour | Second tour | Second tour |
| Candidats      | Candidats           | Étiquette      | Voix         | %            | Voix        | %           |
| -------------- | ------------------- | -------------- | ------------ | ------------ | ----------- | ----------- |
|                | Jacques Montagné*   | PS             | 1 033        | 49,47        | 1 126       | 53,77       |
|                | Guy Durand          | RPR            | 463          | 22,17        | 562         | 26,84       |
|                | Christian Guilhamat | PCF            | 351          | 16,81        | 406         | 19,39       |
|                | Jean-Pierre Cordier | FN             | 124          | 5,94         |             |             |
|                | Jean-Paul Boudon    | Verts          | 117          | 5,60         |             |             |
|                |                     |                |              |              |             |             |
| Inscrits       | Inscrits            | Inscrits       | 2 871        | 100,00       | 2 871       | 100,00      |
| Abstention     | Abstention          | Abstention     | 596          | 20,76        | 668         | 23,27       |
| Votants        | Votants             | Votants        | 2 275        | 79,24        | 2 203       | 76,73       |
| Blancs et nuls | Blancs et nuls      | Blancs et nuls | 187          | 8,22         | 109         | 4,95        |
| Exprimés       | Exprimés            | Exprimés       | 2 088        | 91,78        | 2 094       | 95,05       |

*sortant

### Canton de Couiza
| Candidats      | Candidats           | Étiquette      | Premier tour | Premier tour | Second tour | Second tour |
| Candidats      | Candidats           | Étiquette      | Voix         | %            | Voix        | %           |
| -------------- | ------------------- | -------------- | ------------ | ------------ | ----------- | ----------- |
|                | Lucien Faure*       | PS             | 1 035        | 40,45        | 1 211       | 47,77       |
|                | Guy Auriffeuille    | DVD            | 915          | 35,76        | 1 324       | 52,23       |
|                | Claude Lete         | Verts          | 273          | 10,67        |             |             |
|                | Patrice Bousquet    | PCF            | 215          | 8,40         |             |             |
|                | Jean-Pierre Cordier | FN             | 121          | 4,73         |             |             |
|                |                     |                |              |              |             |             |
| Inscrits       | Inscrits            | Inscrits       | 3 295        | 100,00       | 3 295       | 100,00      |
| Abstention     | Abstention          | Abstention     | 636          | 19,30        | 635         | 19,27       |
| Votants        | Votants             | Votants        | 2 659        | 80,70        | 2 660       | 80,73       |
| Blancs et nuls | Blancs et nuls      | Blancs et nuls | 100          | 3,76         | 125         | 4,70        |
| Exprimés       | Exprimés            | Exprimés       | 2 559        | 96,24        | 2 535       | 95,30       |

*sortant

### Canton de Coursan
| Candidats      | Candidats               | Étiquette      | Premier tour | Premier tour | Second tour | Second tour |
| Candidats      | Candidats               | Étiquette      | Voix         | %            | Voix        | %           |
| -------------- | ----------------------- | -------------- | ------------ | ------------ | ----------- | ----------- |
|                | Gilbert Pla*            | PCF            | 3 261        | 34,81        | 4 672       | 55,99       |
|                | Jacques Lombard         | PS             | 2 707        | 28,90        | 3 673       | 44,01       |
|                | Pierre-Charles Adelaine | FN             | 1 218        | 13,00        |             |             |
|                | Jean Parra              | UDF            | 1 119        | 11,95        |             |             |
|                | Benoit Marce            | Verts          | 1 062        | 11,34        |             |             |
|                |                         |                |              |              |             |             |
| Inscrits       | Inscrits                | Inscrits       | 13 417       | 100,00       | 13 417      | 100,00      |
| Abstention     | Abstention              | Abstention     | 3 395        | 25,30        | 3 870       | 28,84       |
| Votants        | Votants                 | Votants        | 10 022       | 74,70        | 9 547       | 71,16       |
| Blancs et nuls | Blancs et nuls          | Blancs et nuls | 655          | 6,54         | 1202        | 12,59       |
| Exprimés       | Exprimés                | Exprimés       | 9 367        | 93,46        | 8 345       | 87,41       |

*sortant

### Canton de Durban-Corbieres
| Candidats      | Candidats         | Étiquette      | Premier tour | Premier tour |
| Candidats      | Candidats         | Étiquette      | Voix         | %            |
| -------------- | ----------------- | -------------- | ------------ | ------------ |
|                | Regis Barailla*   | PS             | 1 304        | 59,25        |
|                | Jean Amiel        | DVD            | 430          | 19,54        |
|                | Henri Sanchez     | FN             | 178          | 8,09         |
|                | Henri Doutre      | PCF            | 146          | 6,63         |
|                | Raymond Couronner | Verts          | 143          | 6,50         |
|                |                   |                |              |              |
| Inscrits       | Inscrits          | Inscrits       | 2 940        | 100,00       |
| Abstention     | Abstention        | Abstention     | 617          | 20,99        |
| Votants        | Votants           | Votants        | 2 323        | 79,01        |
| Blancs et nuls | Blancs et nuls    | Blancs et nuls | 122          | 5,25         |
| Exprimés       | Exprimés          | Exprimés       | 2 201        | 94,75        |

*sortant

### Canton de Lagrasse
| Candidats      | Candidats            | Étiquette      | Premier tour | Premier tour |
| Candidats      | Candidats            | Étiquette      | Voix         | %            |
| -------------- | -------------------- | -------------- | ------------ | ------------ |
|                | Marcel Rainaud*      | PS             | 1 174        | 60,05        |
|                | Daniel Lepine        | PCF            | 361          | 18,47        |
|                | Bernard Durand       | RPR            | 204          | 10,43        |
|                | Philippe Descroix    | Verts          | 149          | 7,62         |
|                | Albertine Schurdevin | FN             | 67           | 3,43         |
|                |                      |                |              |              |
| Inscrits       | Inscrits             | Inscrits       | 2 584        | 100,00       |
| Abstention     | Abstention           | Abstention     | 532          | 20,59        |
| Votants        | Votants              | Votants        | 2 052        | 79,41        |
| Blancs et nuls | Blancs et nuls       | Blancs et nuls | 97           | 4,73         |
| Exprimés       | Exprimés             | Exprimés       | 1 955        | 95,27        |

*sortant

### Canton de Lézignan-Corbieres
| Candidats      | Candidats        | Étiquette      | Premier tour | Premier tour | Second tour | Second tour |
| Candidats      | Candidats        | Étiquette      | Voix         | %            | Voix        | %           |
| -------------- | ---------------- | -------------- | ------------ | ------------ | ----------- | ----------- |
|                | Pierre Tournier  | PS             | 3 913        | 42,50        | 4 966       | 59,95       |
|                | Pol Falcou       | RPR            | 2 447        | 26,57        | 3 318       | 40,05       |
|                | Alain Revello    | PCF            | 1 305        | 14,17        |             |             |
|                | Bernard Riboulet | FN             | 876          | 9,51         |             |             |
|                | Maryse Arditi    | Verts          | 667          | 7,24         |             |             |
|                |                  |                |              |              |             |             |
| Inscrits       | Inscrits         | Inscrits       | 13 108       | 100,00       | 13 107      | 100,00      |
| Abstention     | Abstention       | Abstention     | 3 248        | 24,78        | 3 917       | 29,88       |
| Votants        | Votants          | Votants        | 9 860        | 75,22        | 9 190       | 70,12       |
| Blancs et nuls | Blancs et nuls   | Blancs et nuls | 652          | 6,61         | 906         | 9,86        |
| Exprimés       | Exprimés         | Exprimés       | 9 208        | 93,39        | 8 284       | 90,14       |

### Canton de Mas-Cabardes
| Candidats      | Candidats          | Étiquette      | Premier tour | Premier tour |
| Candidats      | Candidats          | Étiquette      | Voix         | %            |
| -------------- | ------------------ | -------------- | ------------ | ------------ |
|                | Francis Bels       | PS             | 778          | 54,83        |
|                | Jean-Pierre Larrat | UDF            | 231          | 16,28        |
|                | Daniel Geri        | PCF            | 217          | 15,29        |
|                | Thierry Billecocq  | Verts          | 103          | 7,26         |
|                | Pierre Garcia      | FN             | 90           | 6,34         |
|                |                    |                |              |              |
| Inscrits       | Inscrits           | Inscrits       | 1 977        | 100,00       |
| Abstention     | Abstention         | Abstention     | 434          | 21,95        |
| Votants        | Votants            | Votants        | 1 543        | 78,05        |
| Blancs et nuls | Blancs et nuls     | Blancs et nuls | 124          | 8,04         |
| Exprimés       | Exprimés           | Exprimés       | 1 419        | 91,96        |

### Canton de Narbonne-Est
| Candidats      | Candidats                      | Étiquette      | Premier tour | Premier tour | Second tour | Second tour |
| Candidats      | Candidats                      | Étiquette      | Voix         | %            | Voix        | %           |
| -------------- | ------------------------------ | -------------- | ------------ | ------------ | ----------- | ----------- |
|                | Léon Pujau*                    | DVD            | 3 164        | 39,49        | 4 053       | 61,94       |
|                | Michele Mercadier              | PS             | 1 403        | 17,51        | 2 490       | 38,06       |
|                | Yvonne Garnier                 | FN             | 1 159        | 14,46        |             |             |
|                | Claude Barral                  | PCF            | 870          | 10,86        |             |             |
|                | Marc Ventura                   | Verts          | 826          | 10,31        |             |             |
|                | Marie-Antoinette Vrau-Bousquet | PS             | 591          | 7,38         |             |             |
|                |                                |                |              |              |             |             |
| Inscrits       | Inscrits                       | Inscrits       | 11 890       | 100,00       | 11 897      | 100,00      |
| Abstention     | Abstention                     | Abstention     | 3 367        | 28,32        | 4 544       | 38,19       |
| Votants        | Votants                        | Votants        | 8 523        | 71,68        | 7 353       | 61,81       |
| Blancs et nuls | Blancs et nuls                 | Blancs et nuls | 510          | 5,98         | 810         | 11,02       |
| Exprimés       | Exprimés                       | Exprimés       | 8 013        | 94,02        | 6 543       | 88,98       |

*sortant

### Canton de Peyriac-Minervois
| Candidats      | Candidats        | Étiquette      | Premier tour | Premier tour | Second tour | Second tour |
| Candidats      | Candidats        | Étiquette      | Voix         | %            | Voix        | %           |
| -------------- | ---------------- | -------------- | ------------ | ------------ | ----------- | ----------- |
|                | Pierre Destrem   | DVD            | 2 740        | 38,93        | 3 643       | 53,63       |
|                | André Lacube     | PS             | 2 299        | 32,67        | 3 150       | 46,37       |
|                | Denis Boyer      | PCF            | 832          | 11,82        |             |             |
|                | Jean Fabre       | Verts          | 687          | 9,76         |             |             |
|                | Jacques Lebreton | FN             | 480          | 6,82         |             |             |
|                |                  |                |              |              |             |             |
| Inscrits       | Inscrits         | Inscrits       | 9 510        | 100,00       | 9 509       | 100,00      |
| Abstention     | Abstention       | Abstention     | 2 012        | 21,16        | 2 206       | 23,20       |
| Votants        | Votants          | Votants        | 7 498        | 78,84        | 7 303       | 76,80       |
| Blancs et nuls | Blancs et nuls   | Blancs et nuls | 460          | 6,13         | 510         | 6,98        |
| Exprimés       | Exprimés         | Exprimés       | 7 038        | 93,87        | 6 793       | 93,02       |

### Canton de Salles-sur-l'Hers
| Candidats      | Candidats       | Étiquette      | Premier tour | Premier tour |
| Candidats      | Candidats       | Étiquette      | Voix         | %            |
| -------------- | --------------- | -------------- | ------------ | ------------ |
|                | Michel Brousse* | PS             | 706          | 59,88        |
|                | Noël Clauzel    | RPR            | 280          | 23,75        |
|                | Francis Fiole   | Verts          | 121          | 10,26        |
|                | Lucien Veres    | FN             | 52           | 4,41         |
|                | Angel Herraiz   | PCF            | 20           | 1,70         |
|                |                 |                |              |              |
| Inscrits       | Inscrits        | Inscrits       | 1 471        | 100,00       |
| Abstention     | Abstention      | Abstention     | 224          | 15,23        |
| Votants        | Votants         | Votants        | 1 247        | 84,77        |
| Blancs et nuls | Blancs et nuls  | Blancs et nuls | 68           | 5,45         |
| Exprimés       | Exprimés        | Exprimés       | 1 179        | 94,55        |

*sortant

### Canton de Tuchan
| Candidats      | Candidats           | Étiquette      | Premier tour | Premier tour |
| Candidats      | Candidats           | Étiquette      | Voix         | %            |
| -------------- | ------------------- | -------------- | ------------ | ------------ |
|                | Alain Mounié*       | PS             | 667          | 61,87        |
|                | Andre Marty         | PCF            | 162          | 15,03        |
|                | Jean Aparici        | DVD            | 118          | 10,95        |
|                | Christiane de Niort | Verts          | 67           | 6,22         |
|                | Georges Sibioude    | FN             | 64           | 5,94         |
|                |                     |                |              |              |
| Inscrits       | Inscrits            | Inscrits       | 1 650        | 100,00       |
| Abstention     | Abstention          | Abstention     | 457          | 27,70        |
| Votants        | Votants             | Votants        | 1 193        | 72,30        |
| Blancs et nuls | Blancs et nuls      | Blancs et nuls | 115          | 9,64         |
| Exprimés       | Exprimés            | Exprimés       | 1 078        | 90,36        |

*sortant